# Феста, Джанлука
Джанлука Феста (итал. Gianluca Festa; род. 15 марта 1969, Монсеррато, Сардиния) — итальянский футболист, защитник. Играл за ряд итальянских клубов, таких как «Кальяри», «Интер» и «Рома». Ныне — тренер.

## Карьера

### Карьера игрока
Феста начал свою карьеру в клубе «Кальяри». Произведя впечатления своей игрой за сардинийцев, он присоединился к миланскому «Интеру». В свой первый год в клубе сыграл только 4 матча в стартовом составе в чемпионате и перешёл в клуб «Рома». Игра за «Рому» убедила руководство миланцев вернуть игрока. По возвращении он стал регулярным игроком клуба, однако незадолго до ухода в «Мидлсбро» потерял своё место в команде и стал игроком ротации.
В 1997 году Феста присоединился к «Мидлсбро», будучи одним из первых итальянцев, игравших в Премьер-лиге. Феста прибыл в «Мидлсбро» из «Интера» в разгар чемпионата, когда клуб боролся за выживание в лиге и нуждался в усилении защиты. Феста был вторым итальянцем в клубе, наряду с экс-игроком «Интера» Фабрицио Раванелли. Феста отличился уже в первой игре, забив гол в игре против «Шеффилд Уэнсдей» в январе 1997 года.
Феста является мастером боевых искусств, чемпионом Италии по теннису среди юниоров и капитаном армейской команды во время службы. Партнёры характеризовали его как игрока с проницательным позиционным настроем. Феста был жёстким в позиционной борьбе, умел поставить игру в воздухе фигурой, забивая важные голы. После того как он забил в полуфинале против «Честерфилда» гол, в финале Кубка Англии 1997 Феста отличился вновь. Тем не менее гол не был засчитан, поскольку был забит из офсайда.